# Lista de prefeitos de João Câmara
Esta é a lista de prefeitos de João Câmara, município brasileiro do Estado do Rio Grande do Norte. O prédio da Prefeitura chama-se Palácio do Torreão.
A lista possui todos os chefes do executivo municipal desde o seu primeiro prefeito João Câmara até a atual prefeita Aize Bezerra.
| Nº | Prefeito                            | Imagem                          | Partido | Início do mandato       | Fim do mandato          | Vice-prefeito                                 | Eleição                         | Observações                               |
| --- | ----------------------------------- | ------------------------------- | ------- | ----------------------- | ----------------------- | --------------------------------------------- | ------------------------------- | ----------------------------------------- |
| Elevado à categoria de município com a denominação de Baixa Verde, pela lei estadual nº 697, de 29 de outubro de 1928. |                                     |                                 |         |                         |                         |                                               |                                 |                                           |
| Prefeitos de Baixa Verde                                                                                               |                                     |                                 |         |                         |                         |                                               |                                 |                                           |
| 1 | João Severiano da Câmara            |                                 |         | 1 de janeiro de 1929    | Outubro de 1930         | -                                             | -                               | Prefeito nomeado                          |
| 2 | Ariamiro de Almeida                 |                                 |         | Outubro de 1930         | 6 de dezembro de 1930   | -                                             | -                               | prefeito nomeado                          |
| 3 | João Severiano da Câmara            |                                 |         | 6 de Dezembro de 1930   | 28 de Novembro de 1932  | -                                             | -                               | prefeito nomeado                          |
| 4 | Abelardo Calafange                  |                                 | PR      | 28 de novembro de 1932  | 23 de janeiro de 1933   | -                                             | -                               | [ 2 ]                                     |
| 5 | José Carrilho da Fonseca            |                                 |         | 23 de janeiro de 1933   | 15 de outubro de 1933   | -                                             | -                               | prefeito provisório                       |
| 6 | Odilon Cabral de Macêdo             |                                 |         | 15 de Outubro de 1933   | 30 de Julho de 1934     | -                                             | -                               | prefeito nomeado                          |
| 7 | Antônio Justino de Souza            |                                 |         | 30 de Julho de 1934     | 30 de Outubro de 1935   | -                                             | -                               | prefeito nomeado                          |
| 8 | Odilon Cabral de Macêdo             |                                 |         | 30 de Outubro de 1935   | 25 de Novembro de 1941  | -                                             | -                               | prefeito nomeado                          |
| 9 | Severino Elias Pereira              |                                 |         | 25 de novembro de 1941  | 4 de Agosto de 1943     | -                                             | -                               | prefeito nomeado                          |
| 10 | Ângelo Bezerra                      |                                 |         | 4 de Agosto de 1943     | 17 de Outubro de 1944   | -                                             | -                               | prefeito nomeado                          |
| 11 | Francisco de Assis Bittencourt      |                                 |         | 17 de Outubro de 1944   | 1945                    | -                                             | -                               | prefeito nomeado                          |
| 12 | Francisco Zabalon da Silva          |                                 |         | 1945                    | 23 de Novembro de 1945  | -                                             | -                               |                                           |
| 13 | Álvaro Nunes                        |                                 |         | 23 de Novembro de 1945  | 18 de Fevereiro de 1946 | -                                             | -                               | prefeito provisório                       |
| 14 | Francisco de Assis Bittencourt      |                                 |         | 18 de Fevereiro de 1946 | 1947                    | -                                             | -                               | prefeito nomeado                          |
| 15 | Francisco Alves Maia                |                                 |         | 1947                    | 9 de Abril de 1948      | -                                             | -                               | prefeito nomeado                          |
| 16 | Francisco de Assis Bittencourt      |                                 | PSD     | 9 de Abril de 1948      | 31 de março de 1953     | João Rabêlo Torres                            | 1948                            | Prefeito e vice eleitos                   |
| 17 | Severino Augusto de Andrade Benfica |                                 | PSD     | 31 de março de 1953     | 19 de novembro de 1953  | Pedro Pereira de Aquino                       | 1952                            | Prefeito e vice eleitos                   |
| Pela lei estadual nº 899, de 19 de novembro de 1953, o município de Baixa Verde passou a denominar-se João Câmara.     |                                     |                                 |         |                         |                         |                                               |                                 |                                           |
| Prefeitos de João Câmara                                                                                               |                                     |                                 |         |                         |                         |                                               |                                 |                                           |
| 18 | Severino Augusto de Andrade Benfica |                                 | PSD     | 19 de novembro de 1953  | 31 de março de 1958     | Pedro Pereira de Aquino                       | 1952                            | Prefeito e vice eleitos                   |
| 19 | Francisco de Assis Bittencourt      |                                 | PSD     | 31 de março de 1958     | 31 de março de 1963     | José Severiano da Câmara                      | 1957                            | Prefeito e vice eleitos                   |
| 20 | Francisco Paulino de Almeida        |                                 | PSD     | 31 de março de 1963     | 30 de janeiro de 1969   | Daniel Justino de Souza                       | 1962                            | Prefeito e vice eleitos                   |
| 21 | Manoel Anacleto de Lima             |                                 | ARENA   | 31 de janeiro de 1969   | 30 de janeiro de 1973   | Luiz Sabino Viana                             | 1968                            | Prefeito e vice eleitos                   |
| 22 | Francisco Paulino de Almeida        |                                 | ARENA   | 31 de janeiro de 1973   | 30 de janeiro de 1977   | João Lucas de Araújo                          | 1972                            | Prefeito e vice eleitos                   |
| 23 | Aldo Torquato da Silva              |                                 | MDB     | 31 de janeiro de 1977   | 30 de janeiro de 1983   | Manoel Romeiro Bilro                          | 1976                            | Prefeito e vice eleitos                   |
| 24 | José Ribamar Leite                  |                                 | PMDB    | 31 de janeiro de 1983   | 31 de dezembro de 1988  | Marilene Martins Grilo                        | 1982                            | Prefeito e vice eleitos                   |
| 25 | Valdir Ferreira de Miranda          |                                 | PMDB    | 1 de janeiro de 1989    | 31 de dezembro de 1992  | Luiz Gonzaga de Miranda                       | 1988                            | Prefeito e vice eleitos                   |
| 26 | José Ribamar Leite                  |                                 | PMDB    | 1 de janeiro de 1993    | 12 de Novembro de 1995  | Tomaz Garcia da Cruz                          | 1992                            | Prefeito e vice eleitos                   |
| 27 | Mônica Nóbrega Dantas               |                                 |         | 13 de Novembro de 1995  | 25 de Março de 1996     | —                                             | -                               | Interventora Estadual                     |
| 28 | José Ribamar Leite                  |                                 | PMDB    | 25 de Março de 1996     | 31 de Dezembro de 1996  | Tomaz Garcia da Cruz                          | 1992                            | Prefeito e vice eleitos de volta ao cargo |
| 29 | Ariosvaldo Targino de Araújo        |                                 | PFL     | 1 de janeiro de 1997    | 31 de dezembro de 2004  | José Soares da Câmara                         | 1996                            | Prefeito e vice eleitos                   |
| 29 | Ariosvaldo Targino de Araújo        | Luzivan Venâncio da Costa       | PFL     | 1 de janeiro de 1997    | 31 de dezembro de 2004  | 2000                                          | Prefeito e vice eleitos         |                                           |
| 30 | Maria Gorete Leite                  |                                 | PTB     | 1 de janeiro de 2005    | 31 de dezembro de 2008  | Francisco de Assis Rodrigues de Melo          | 2004                            | Prefeita e vice eleitos                   |
| 31 | Ariosvaldo Targino de Araújo        |                                 | DEM     | 1 de janeiro de 2009    | 31 de dezembro de 2016  | Francisco de Assis Rodrigues de Melo          | 2008                            | Prefeito eleito e vice reeleito           |
| 31 | Ariosvaldo Targino de Araújo        | Josafá Araújo da Costa          | DEM     | 1 de janeiro de 2009    | 31 de dezembro de 2016  | 2012                                          | Prefeito reeleito e vice eleito |                                           |
| 32 | Maurício Caetano Damacena           |                                 | DEM     | 1 de janeiro de 2017    | 30 de abril de 2018     | Holderlin Silva de Araújo                     | 2016                            | Prefeito e vice eleitos                   |
| 33 | Daniel Gomes da Silva               |                                 | DEM     | 30 de abril de 2018     | 2 de julho de 2018      | —                                             | -                               | Prefeito interino                         |
| 34 | Manoel dos Santos Bernardo          |                                 | DEM     | 3 de julho de 2018      | 31 de dezembro de 2024  | Anna Katharina Bandeira da Costa Dias Almeida | 2018                            | Prefeito e vice eleitos                   |
| 34 | Manoel dos Santos Bernardo          | Maurício Caetano Damacena Filho | DEM     | 3 de julho de 2018      | 31 de dezembro de 2024  | 2020                                          | Prefeito reeleito e vice eleito |                                           |
| 35 | Aize Talianne Bezerra de Souza      |                                 | PSDB    | 1 de janeiro de 2025    | até a atualidade        | Holderlin Silva de Araujo                     | 2024                            | Prefeita e vice eleitos                   |